# Llista d'espècies de fòlcids (N-Z)
Llista d'espècies de fòlcids, per ordre alfabètic, de la lletra N a la Z, descrites fins al 21 de desembre de 2006.
- Per a més informació, vegeu la Llista d'espècies de fòlcids
- Per conèixer la resta d'espècies vegeu la Llista d'espècies de fòlcids (A-M).

| Directori N O P Q S T U W Z |

## N

### Nerudia
Nerudia Huber, 2000
- Nerudia atacama Huber, 2000 (Xile)

### Ninetis
Ninetis Simon, 1890
- Ninetis minuta (Berland, 1919) (Kenya, Tanzània)
- Ninetis Namíbiae Huber, 2000 (Namíbia)
- Ninetis russellsmithi Huber, 2002 (Malawi)
- Ninetis subtilissima Simon, 1890 (Iemen)

## O

### Ossinissa
Ossinissa Dimitrov & Ribera, 2005
- Ossinissa justoi (Wunderlich, 1992) (Illes Canàries)

### Otavaloa
Otavaloa Huber, 2000
- Otavaloa angotero Huber, 2000 (Colòmbia, Ecuador, Perú)
- Otavaloa lisei Huber, 2000 (Brasil)
- Otavaloa otanabe Huber, 2000 (Perú)
- Otavaloa pasco Huber, 2000 (Perú)
- Otavaloa piro Huber, 2000 (Perú, Bolívia)

## P

### Panjange
Panjange Deeleman-Reinhold & Deeleman, 1983
- Panjange alba Deeleman-Reinhold & Deeleman, 1983 (Sulawesi)
- Panjange cavicola Deeleman-Reinhold & Deeleman, 1983 (Sulawesi)
- Panjange lanthana Deeleman-Reinhold & Deeleman, 1983 (Filipines)
- Panjange mirabilis Deeleman-Reinhold, 1986 (Queensland)
- Panjange nigrifrons Deeleman-Reinhold & Deeleman, 1983 (Borneo)
- Panjange sedgwicki Deeleman-Reinhold & Platnick, 1986 (Borneo)

### Papiamenta
Papiamenta Huber, 2000
- Papiamenta levii (Gertsch, 1982) (Curaçao)
- Papiamenta savonet Huber, 2000 (Curaçao)

### Paramicromerys
Paramicromerys Millot, 1946
- Paramicromerys betsileo Huber, 2003 (Madagascar)
- Paramicromerys coddingtoni Huber, 2003 (Madagascar)
- Paramicromerys combesi (Millot, 1946) (Madagascar)
- Paramicromerys madagascariensis (Simon, 1893) (Madagascar)
- Paramicromerys mahira Huber, 2003 (Madagascar)
- Paramicromerys manantenina Huber, 2003 (Madagascar)
- Paramicromerys marojejy Huber, 2003 (Madagascar)
- Paramicromerys megaceros (Millot, 1946) (Madagascar)
- Paramicromerys nampoinai Huber, 2003 (Madagascar)
- Paramicromerys quinteri Huber, 2003 (Madagascar)
- Paramicromerys rabeariveloi Huber, 2003 (Madagascar)
- Paramicromerys ralamboi Huber, 2003 (Madagascar)
- Paramicromerys rothorum Huber, 2003 (Madagascar)
- Paramicromerys scharffi Huber, 2003 (Madagascar)

### Pehrforsskalia
Pehrforsskalia Deeleman-Reinhold & van Harten, 2001
- Pehrforsskalia conopyga Deeleman-Reinhold & van Harten, 2001 (Iemen)

### Pholciella
Pholciella Roewer, 1960
- Pholciella ziaretana Roewer, 1960 (Afganistan)

### Pholcoides
Pholcoides Roewer, 1960
- Pholcoides afghana Roewer, 1960 (Afganistan)

### Pholcophora
Pholcophora Banks, 1896
- Pholcophora Amèricana Banks, 1896 (EUA, Canadà)
- Pholcophora bahama Gertsch, 1982 (Bahames)
- Pholcophora juruensis Mello-Leitão, 1922 (Brasil)
- Pholcophora maria Gertsch, 1977 (Mèxic)
- Pholcophora mexcala Gertsch, 1982 (Mèxic)
- Pholcophora texana Gertsch, 1935 (EUA, Mèxic)

### Pholcus
Pholcus Walckenaer, 1805
- Pholcus acutulus Paik, 1978 (Corea)
- Pholcus alloctospilus Zhu & Gong, 1991 (Xina)
- Pholcus alticeps Spassky, 1932 (Rússia, Àsia central, Iran)
- Pholcus anachoreta Dimitrov & Ribera, 2006 (Illes Canàries)
- Pholcus ancoralis L. Koch, 1865 (Illes del Sud del Pacífic, Hawaii)
- Pholcus Armèniacus Senglet, 1974 (Iran)
- Pholcus baldiosensis Wunderlich, 1992 (Illes Canàries)
- Pholcus beijingensis Zhu & Song, 1999 (Xina)
- Pholcus berlandi Millot, 1941 (Senegal)
- Pholcus bessus Zhu & Gong, 1991 (Xina)
- Pholcus bicornutus Simon, 1892 (Filipines)
- Pholcus bimbache Dimitrov & Ribera, 2006 (Illes Canàries)
- Pholcus bourgini Millot, 1941 (Guinea)
- Pholcus calcar Wunderlich, 1987 (Illes Canàries)
- Pholcus calligaster Thorell, 1895 (Myanmar)
- Pholcus ceylonicus O. P.-Cambridge, 1869 (Sri Lanka)
- Pholcus chappuisi Fage, 1936 (Kenya)
- Pholcus chattoni Millot, 1941 (Guinea, Costa d'Ivori)
- Pholcus circularis Kraus, 1960 (Sao Tomé)
- Pholcus clavatus Schenkel, 1936 (Xina)
- Pholcus claviger Simon, 1877 (Congo)
- Pholcus clavimaculatus Zhu & Song, 1999 (Xina)
- Pholcus corcho Wunderlich, 1987 (Illes Canàries)
- Pholcus corniger Dimitrov & Ribera, 2006 (Illes Canàries)
- Pholcus crassipalpis Spassky, 1937 (Rússia, Ucraïna)
- Pholcus crassus Paik, 1978 (Corea)
- Pholcus creticus Senglet, 1971 (Creta)
- Pholcus crypticolens Bösenberg & Strand, 1906 (Rússia, Xina, Corea, Taiwan, Japó)
- Pholcus dentatus Wunderlich, 1995 (Madeira)
- Pholcus dentifrons Thorell, 1898 (Myanmar)
- Pholcus diopsis Simon, 1901 (Malàisia)
- Pholcus donensis Ponomarev, 2005 (Rússia)
- Pholcus dungara Huber, 2001 (Queensland)
- Pholcus edentatus Campos & Wunderlich, 1995 (Illes Canàries)
- Pholcus excavatus Simon, 1877 (Congo)
- Pholcus extumidus Paik, 1978 (Corea)
- Pholcus fagei Kratochvíl, 1940 (Àfrica oriental)
- Pholcus fragillimus Strand, 1907 (Sri Lanka)
- Pholcus fuerteventurensis Wunderlich, 1992 (Illes Canàries)
- Pholcus gaoi Song & Ren, 1994 (Xina)
- Pholcus genuiformis Wunderlich, 1995 (Algèria)
- Pholcus gomerae Wunderlich, 1980 (Illes Canàries)
- Pholcus gomeroides Wunderlich, 1987 (Illes Canàries)
- Pholcus gosuensis Kim & Lee, 2004 (Corea)
- Pholcus gracillimus Thorell, 1890 (Sumatra, Java)
- Pholcus guani Song & Ren, 1994 (Xina)
- Pholcus gui Zhu & Song, 1999 (Xina)
- Pholcus guineensis Millot, 1941 (Guinea)
- Pholcus helenae Wunderlich, 1987 (Illes Canàries)
- Pholcus henanensis Zhu & Mao, 1983 (Xina)
- Pholcus hieroglyphicus Pavesi, 1883 (Eritrea)
- Pholcus hyrcanus Senglet, 1974 (Iran)
- Pholcus intricatus Dimitrov & Ribera, 2003 (Illes Canàries)
- Pholcus jinwum Huber, 2001 (Queensland)
- Pholcus jixianensis Zhu & Yu, 1983 (Xina)
- Pholcus joreongensis Seo, 2004 (Corea)
- Pholcus kapuri Tikader, 1977 (Illes Andaman)
- Pholcus kimi Song & Zhu, 1994 (Xina)
- Pholcus knoeseli Wunderlich, 1992 (Illes Canàries)
- Pholcus koah Huber, 2001 (Queensland)
- Pholcus kwanaksanensis Namkung & Kim, 1990 (Corea)
- Pholcus lambertoni Millot, 1946 (Madagascar)
- Pholcus lamperti Strand, 1907 (Àfrica oriental)
- Pholcus leruthi Lessert, 1935 (Congo)
- Pholcus lingulatus Gao, Gao & Zhu, 2002 (Xina)
- Pholcus linzhou Zhang & Zhang, 2000 (Xina)
- Pholcus longiventris (Simon, 1893) (Sumatra, Filipines, Fiji, Seychelles)
- Pholcus lucifugus Simon & Fage, 1922 (Àfrica oriental)
- Pholcus madeirensis Wunderlich, 1987 (Madeira)
- Pholcus magnus Wunderlich, 1987 (Madeira)
- Pholcus malpaisensis Wunderlich, 1992 (Illes Canàries)
- Pholcus manueli Gertsch, 1937 (Rússia, Xina, Japó, EUA)
- Pholcus maronita Brignoli, 1977 (Lebanon)
- Pholcus mascaensis Wunderlich, 1987 (Illes Canàries)
- Pholcus medicus Senglet, 1974 (Iran)
- Pholcus medog Zhang, Zhu & Song, 2006 (Xina)
- Pholcus mengla Song & Zhu, 1999 (Xina)
- Pholcus montanus Paik, 1978 (Corea)
- Pholcus multidentatus Wunderlich, 1987 (Illes Canàries)
- Pholcus muralicola Maughan & Fitch, 1976 (EUA)
- Pholcus nagasakiensis Strand, 1918 (Japó)
- Pholcus nenjukovi Spassky, 1936 (Àsia central)
- Pholcus oculosus Zhang & Zhang, 2000 (Xina)
- Pholcus okinawaensis Irie, 2002 (Japó)
- Pholcus opilionoides (Schrank, 1781) (Holàrtic)
- Pholcus ornatus Bösenberg, 1895 (Illes Canàries)
- Pholcus parvus Wunderlich, 1987 (Madeira)
- Pholcus pennatus Zhang, Zhu & Song, 2005 (Xina)
- Pholcus persicus Senglet, 1974 (Iran)
- Pholcus phalangioides (Fuesslin, 1775) (Cosmopolita)
- Pholcus phungiformes Oliger, 1983 (Rússia)
- Pholcus podophthalmus Simon, 1893 (Índia, Xina)
- Pholcus ponticus Thorell, 1875 (Bulgària fins a Kazakhstan)
- Pholcus qingchengensis Gao, Gao & Zhu, 2002 (Xina)
- Pholcus quinghaiensis Song & Zhu, 1999 (Xina)
- Pholcus quinquenotatus Thorell, 1878 (Sri Lanka, Amboina)
- Pholcus roquensis Wunderlich, 1992 (Illes Canàries)
- Pholcus sidorenkoi Dunin, 1994 (Rússia)
- Pholcus silvai Wunderlich, 1995 (Madeira)
- Pholcus socheunensis Paik, 1978 (Corea)
- Pholcus sogdianae Brignoli, 1978 (Rússia, Kazakhstan)
- Pholcus sokkrisanensis Paik, 1978 (Corea)
- Pholcus spasskyi Brignoli, 1978 (Turquia)
- Pholcus spiliensis Wunderlich, 1995 (Creta)
- Pholcus spilis Zhu & Gong, 1991 (Xina)
- Pholcus strandi Caporiacco, 1941 (Etiòpia)
- Pholcus suizhongicus Zhu & Song, 1999 (Xina)
- Pholcus sumatraensis Wunderlich, 1995 (Sumatra)
- Pholcus sveni Wunderlich, 1987 (Illes Canàries)
- Pholcus tagoman Huber, 2001 (Oest d'Austràlia, Territori del Nord)
- Pholcus taibaiensis Wang & Zhu, 1992 (Xina)
- Pholcus taibeli Caporiacco, 1949 (Etiòpia)
- Pholcus taishan Song & Zhu, 1999 (Xina)
- Pholcus tenerifensis Wunderlich, 1987 (Illes Canàries)
- Pholcus triangulatus Zhang & Zhang, 2000 (Xina)
- Pholcus turcicus Wunderlich, 1980 (Turquia)
- Pholcus vachoni Dimitrov & Ribera, 2005 (Marroc)
- Pholcus vatovae Caporiacco, 1940 (Àfrica oriental)
- Pholcus velitchkovskyi Kulczyn'ski, 1913 (Rússia, Ucraïna)
- Pholcus vesculus Simon, 1901 (Malàisia)
- Pholcus wuyiensis Zhu & Gong, 1991 (Xina)
- Pholcus xinjiangensis Hu & Wu, 1989 (Xina)
- Pholcus yichengicus Zhu, Tu & Shi, 1986 (Xina)
- Pholcus yoshikurai Irie, 1997 (Japó)
- Pholcus zham Zhang, Zhu & Song, 2006 (Xina)

### Physocyclus
Physocyclus Simon, 1893
- Physocyclus bicornis Gertsch, 1971 (Mèxic)
- Physocyclus californicus Chamberlin & Gertsch, 1929 (EUA)
- Physocyclus cornutus Banks, 1898 (Mèxic)
- Physocyclus dugesi Simon, 1893 (Mèxic, Guatemala, Costa Rica)
- Physocyclus enaulus Crosby, 1926 (EUA)
- Physocyclus globosus (Taczanowski, 1874) (Cosmopolita)
- Physocyclus guanacaste Huber, 1998 (Costa Rica)
- Physocyclus hoogstraali Gertsch & Davis, 1942 (Mèxic)
- Physocyclus lautus Gertsch, 1971 (Mèxic)
- Physocyclus merus Gertsch, 1971 (Mèxic)
- Physocyclus mexicanus Banks, 1898 (Mèxic)
- Physocyclus modestus Gertsch, 1971 (Mèxic)
- Physocyclus mysticus Chamberlin, 1924 (Mèxic)
- Physocyclus pedregosus Gertsch, 1971 (Mèxic)
- Physocyclus reddelli Gertsch, 1971 (Mèxic)
- Physocyclus rotundus O. P.-Cambridge, 1898 (Guatemala)
- Physocyclus tanneri Chamberlin, 1921 (EUA)
- Physocyclus validus Gertsch, 1971 (Mèxic)
- Physocyclus viridis Mello-Leitão, 1940 (Brasil)

### Pisaboa
Pisaboa Huber, 2000
- Pisaboa estrecha Huber, 2000 (Perú)
- Pisaboa laldea Huber, 2000 (Veneçuela)
- Pisaboa mapiri Huber, 2000 (Bolívia)
- Pisaboa silvae Huber, 2000 (Perú)

### Pomboa
Pomboa Huber, 2000
- Pomboa cali Huber, 2000 (Colòmbia)
- Pomboa pallida Huber, 2000 (Colòmbia)
- Pomboa quindio Huber, 2000 (Colòmbia)

### Priscula
Priscula Simon, 1893
- Priscula andinensis González-Sponga, 1999 (Veneçuela)
- Priscula annulipes (Keyserling, 1877) (Colòmbia)
- Priscula binghamae (Chamberlin, 1916) (Perú, Bolívia, Argentina)
- Priscula chejapi González-Sponga, 1999 (Veneçuela)
- Priscula gularis Simon, 1893 (Ecuador)
- Priscula huila Huber, 2000 (Colòmbia)
- Priscula lagunosa González-Sponga, 1999 (Veneçuela)
- Priscula limonensis González-Sponga, 1999 (Veneçuela)
- Priscula paeza Huber, 2000 (Colòmbia)
- Priscula pallisteri Huber, 2000 (Perú)
- Priscula piapoco Huber, 2000 (Veneçuela)
- Priscula piedraensis González-Sponga, 1999 (Veneçuela)
- Priscula salmeronica González-Sponga, 1999 (Veneçuela)
- Priscula taruma Huber, 2000 (Guyana)
- Priscula tunebo Huber, 2000 (Veneçuela)
- Priscula ulai González-Sponga, 1999 (Veneçuela)
- Priscula Veneçuelana Simon, 1893 (Veneçuela)

### Psilochorus
Psilochorus Simon, 1893
- Psilochorus acanthus Chamberlin & Ivie, 1942 (EUA)
- Psilochorus agnosticus Chamberlin, 1924 (Mèxic)
- Psilochorus apicalis Banks, 1921 (EUA)
- Psilochorus bantus Chamberlin & Ivie, 1942 (EUA)
- Psilochorus bruneocyaneus Mello-Leitão, 1941 (Brasil)
- Psilochorus californiae Chamberlin, 1919 (EUA)
- Psilochorus cambridgei Gertsch & Davis, 1937 (Mèxic)
- Psilochorus coahuilanus Gertsch & Davis, 1937 (Mèxic)
- Psilochorus concinnus Gertsch, 1973 (Mèxic)
- Psilochorus conjunctus Gertsch & Davis, 1942 (Mèxic)
- Psilochorus cordatus (Bilimek, 1867) (Mèxic)
- Psilochorus cornutus (Keyserling, 1887) (EUA)
- Psilochorus delicatus Gertsch, 1971 (Mèxic)
- Psilochorus diablo Gertsch, 1971 (Mèxic)
- Psilochorus dogmaticus Chamberlin, 1924 (Mèxic)
- Psilochorus durangoanus Gertsch & Davis, 1937 (Mèxic)
- Psilochorus fishi Gertsch, 1971 (Mèxic)
- Psilochorus gertschi Schenkel, 1950 (EUA)
- Psilochorus hesPerús Gertsch & Ivie, 1936 (EUA)
- Psilochorus imitatus Gertsch & Mulaik, 1940 (EUA)
- Psilochorus itaguyrussu Huber, Rheims & Brescovit, 2005 (Brasil)
- Psilochorus marcuzzii Caporiacco, 1955 (Veneçuela)
- Psilochorus minimus Schmidt, 1956 (Ecuador)
- Psilochorus minutus Banks, 1898 (Mèxic)
- Psilochorus murphyi Gertsch, 1973 (Mèxic)
- Psilochorus nigromaculatus Kulczyn'ski, 1911 (Nova Guinea)
- Psilochorus pallidulus Gertsch, 1935 (EUA, Mèxic)
- Psilochorus papago Gertsch & Davis, 1942 (EUA, Mèxic)
- Psilochorus pullulus (Hentz, 1850) (Amèrica)
- Psilochorus redemptus Gertsch & Mulaik, 1940 (EUA, Mèxic)
- Psilochorus rockefelleri Gertsch, 1935 (EUA)
- Psilochorus russelli Gertsch, 1971 (Mèxic)
- Psilochorus sectus Mello-Leitão, 1939 (Brasil)
- Psilochorus simoni (Berland, 1911) (Europa)
- Psilochorus simplicior Chamberlin & Ivie, 1942 (EUA)
- Psilochorus sinaloa Gertsch & Davis, 1942 (Mèxic)
- Psilochorus taperae Mello-Leitão, 1929 (Brasil)
- Psilochorus tellezi Gertsch, 1971 (Mèxic)
- Psilochorus topanga Chamberlin & Ivie, 1942 (EUA)
- Psilochorus utahensis Chamberlin, 1919 (EUA)
- Psilochorus ybytyriguara Huber, Rheims & Brescovit, 2005 (Brasil)

## Q

### Quamtana
Quamtana Huber, 2003
- Quamtana biena Huber, 2003 (Congo)
- Quamtana bonamanzi Huber, 2003 (Sud-àfrica)
- Quamtana ciliata (Lawrence, 1938) (Sud-àfrica)
- Quamtana embuleni Huber, 2003 (Sud-àfrica)
- Quamtana entabeni Huber, 2003 (Sud-àfrica)
- Quamtana filmeri Huber, 2003 (Sud-àfrica)
- Quamtana hectori Huber, 2003 (Sud-àfrica)
- Quamtana kabale Huber, 2003 (Uganda)
- Quamtana kitahurira Huber, 2003 (Uganda)
- Quamtana knysna Huber, 2003 (Sud-àfrica)
- Quamtana lajuma Huber, 2003 (Sud-àfrica)
- Quamtana leleupi Huber, 2003 (Sud-àfrica)
- Quamtana leptopholcica (Strand, 1909) (Sud-àfrica)
- Quamtana lotzi Huber, 2003 (Sud-àfrica)
- Quamtana mabEUAi Huber, 2003 (Sud-àfrica, swaziland)
- Quamtana mbaba Huber, 2003 (Sud-àfrica)
- Quamtana merwei Huber, 2003 (Sud-àfrica)
- Quamtana meyeri Huber, 2003 (Sud-àfrica)
- Quamtana molimo Huber, 2003 (Lesotho)
- Quamtana nandi Huber, 2003 (Sud-àfrica)
- Quamtana nylsvley Huber, 2003 (Sud-àfrica)
- Quamtana oku Huber, 2003 (Camerun)
- Quamtana tsui Huber, 2003 (Sud-àfrica)
- Quamtana umzinto Huber, 2003 (Sud-àfrica)
- Quamtana vidal Huber, 2003 (Sud-àfrica)

### Queliceria
Queliceria González-Sponga, 2003
- Queliceria discrepantis González-Sponga, 2003 (Veneçuela)

## S

### Sanluisi
Sanluisi González-Sponga, 2003
- Sanluisi puntiaguda González-Sponga, 2003 (Veneçuela)

### Savarna
Savarna Huber, 2005
- Savarna baso (Roewer, 1963) (Sumatra)
- Savarna tesselata (Simon, 1901) (Malàisia)
- Savarna thaleban Huber, 2005 (Tailàndia)

### Smeringopina
Smeringopina Kraus, 1957
- Smeringopina Àfricana (Thorell, 1899) (Àfrica Occidental)
- Smeringopina armata (Thorell, 1899) (Camerun)
- Smeringopina beninensis Kraus, 1957 (Dahomey)
- Smeringopina bineti (Millot, 1941) (Guinea)
- Smeringopina camerunensis Kraus, 1957 (Camerun)
- Smeringopina guineensis (Millot, 1941) (Guinea)
- Smeringopina pulchra (Millot, 1941) (Guinea)
- Smeringopina simplex Kraus, 1957 (Camerun)

### Smeringopus
Smeringopus Simon, 1890
- Smeringopus affinitatus Strand, 1906 (Etiòpia)
- Smeringopus arambourgi Fage, 1936 (Etiòpia, Kenya)
- Smeringopus atomarius Simon, 1910 (Namíbia)
- Smeringopus buehleri Schenkel, 1944 (Timor)
- Smeringopus carli Lessert, 1915 (Uganda)
- Smeringopus corniger Simon, 1907 (Camerun)
- Smeringopus hypocrita Simon, 1910 (Namíbia, Sud-àfrica)
- Smeringopus lesnei Lessert, 1936 (Àfrica oriental)
- Smeringopus lesserti Kraus, 1957 (Congo)
- Smeringopus lineiventris Simon, 1890 (Àfrica Occidental, Iemen)
- Smeringopus madagascariensis Millot, 1946 (Madagascar)
- Smeringopus natalensis Lawrence, 1947 (Sud-àfrica (Austràlia, introduïda))
- Smeringopus pallidus (Blackwall, 1858) (Cosmopolita)
- Smeringopus peregrinoides Kraus, 1957 (Congo, Ruanda)
- Smeringopus peregrinus Strand, 1906 (Est, Àfrica meridional)
- Smeringopus pholcicus Strand, 1907 (Àfrica oriental)
- Smeringopus roeweri Kraus, 1957 (Rwanda)
- Smeringopus rubrotinctus Strand, 1913 (Central Àfrica)
- Smeringopus sambesicus Kraus, 1957 (Rwanda, Malawi)
- Smeringopus similis Kraus, 1957 (Namíbia)
- Smeringopus thomensis Simon, 1907 (Sao Tomé)
- Smeringopus zonatus Strand, 1906 (Etiòpia)

### Spermophora
Spermophora Hentz, 1841
- Spermophora berlandi Fage, 1936 (Kenya)
- Spermophora deelemanae Huber, 2005 (Ambon)
- Spermophora domestica Yin & Wang, 1981 (Xina)
- Spermophora dubia Kulczyn'ski, 1911 (Nova Guinea)
- Spermophora dumoga Huber, 2005 (Sulawesi)
- Spermophora elongata Yin & Wang, 1981 (Xina)
- Spermophora estebani Simon, 1892 (Filipines)
- Spermophora faveauxi Lawrence, 1967 (Congo)
- Spermophora gordimerae Huber, 2003 (Sud-àfrica)
- Spermophora jocquei Huber, 2003 (Illes Comoro)
- Spermophora kaindi Huber, 2005 (Nova Guinea)
- Spermophora kerinci Huber, 2005 (Sumatra, Bali)
- Spermophora kivu Huber, 2003 (Congo)
- Spermophora lambilloni Huber, 2003 (Illes Comoro)
- Spermophora luzonica Huber, 2005 (Filipines)
- Spermophora maculata Keyserling, 1891 (Brasil)
- Spermophora maros Huber, 2005 (Sulawesi)
- Spermophora masisiwe Huber, 2003 (Tanzània)
- Spermophora minotaura Berland, 1920 (Àfrica oriental)
- Spermophora miser Bristowe, 1952 (Malàisia)
- Spermophora morogoro Huber, 2003 (Tanzània)
- Spermophora palau Huber, 2005 (Illes Carolines)
- Spermophora paluma Huber, 2001 (Queensland)
- Spermophora pembai Huber, 2003 (Sud-àfrica)
- Spermophora peninsulae Lawrence, 1964 (Sud-àfrica)
- Spermophora ranomafana Huber, 2003 (Madagascar)
- Spermophora sangarawe Huber, 2003 (Tanzània)
- Spermophora schoemanae Huber, 2003 (Sud-àfrica)
- Spermophora senoculata (Dugès, 1836) (Holàrtic)
- Spermophora sumbawa Huber, 2005 (Illes Sunda)
- Spermophora suurbraak Huber, 2003 (Sud-àfrica)
- Spermophora thorelli Roewer, 1942 (Myanmar)
- Spermophora tonkoui Huber, 2003 (Costa d'Ivori)
- Spermophora tumbang Huber, 2005 (Borneo)
- Spermophora EUAmbara Huber, 2003 (Tanzània)
- Spermophora vyvato Huber, 2003 (Madagascar)
- Spermophora yao Huber, 2001 (Queensland)

### Spermophorides
Spermophorides Wunderlich, 1992
- Spermophorides anophthalma Wunderlich, 1999 (Illes Canàries)
- Spermophorides baunei Wunderlich, 1995 (Sardenya)
- Spermophorides caesaris (Wunderlich, 1987) (Illes Canàries)
- Spermophorides cuneata (Wunderlich, 1987) (Illes Canàries)
- Spermophorides elevata (Simon, 1873) (Mediterrani Occidental)
- Spermophorides esperanza (Wunderlich, 1987) (Illes Canàries)
- Spermophorides flava Wunderlich, 1992 (Illes Canàries)
- Spermophorides fuertecavensis Wunderlich, 1992 (Illes Canàries)
- Spermophorides fuerteventurensis (Wunderlich, 1987) (Illes Canàries)
- Spermophorides gibbifera (Wunderlich, 1987) (Illes Canàries)
- Spermophorides gomerensis (Wunderlich, 1987) (Illes Canàries)
- Spermophorides hermiguensis (Wunderlich, 1987) (Illes Canàries)
- Spermophorides heterogibbifera (Wunderlich, 1987) (Illes Canàries)
- Spermophorides hierroensis Wunderlich, 1992 (Illes Canàries)
- Spermophorides huberti (Senglet, 1973) (Espanya, França)
- Spermophorides icodensis Wunderlich, 1992 (Illes Canàries)
- Spermophorides lanzarotensis Wunderlich, 1992 (Illes Canàries)
- Spermophorides lascars Saaristo, 2001 (Seychelles)
- Spermophorides mamma (Wunderlich, 1987) (Illes Canàries)
- Spermophorides mammata (Senglet, 1973) (Espanya)
- Spermophorides mediterranea (Senglet, 1973) (Espanya, França)
- Spermophorides mercedes (Wunderlich, 1987) (Illes Canàries)
- Spermophorides petraea (Senglet, 1973) (Espanya)
- Spermophorides pseudomamma (Wunderlich, 1987) (Illes Canàries)
- Spermophorides ramblae Wunderlich, 1992 (Illes Canàries)
- Spermophorides reventoni Wunderlich, 1992 (Illes Canàries)
- Spermophorides sciakyi (Pesarini, 1984) (Illes Canàries)
- Spermophorides selvagensis Wunderlich, 1992 (Salvages)
- Spermophorides simoni (Senglet, 1973) (probablement França)
- Spermophorides tenerifensis (Wunderlich, 1987) (Illes Canàries)
- Spermophorides tenoensis Wunderlich, 1992 (Illes Canàries)
- Spermophorides tilos (Wunderlich, 1987) (Illes Canàries)
- Spermophorides valentiana (Senglet, 1973) (Espanya)

### Stenosfemuraia
Stenosfemuraia González-Sponga, 1998
- Stenosfemuraia parva González-Sponga, 1998 (Veneçuela)

### Stygopholcus
Stygopholcus Absolon & Kratochvíl, 1932
- Stygopholcus absoloni (Kulczyn'ski, 1914) (Croàcia, Bòsnia-Hercegovina)
- Stygopholcus photophilus Senglet, 1971 (Grècia)
- Stygopholcus skotophilus Kratochvíl, 1940 (Bòsnia-Hercegovina, Montenegro)
  - Stygopholcus skotophilus montenegrinus Kratochvíl, 1940 (Montenegro)

### Systenita
Systenita Simon, 1893
- Systenita prasina Simon, 1893 (Veneçuela)

## T

### Tainonia
Tainonia Huber, 2000
- Tainonia serripes (Simon, 1893) (Hispaniola)

### Teuia
Teuia Huber, 2000
- Teuia beckeri Huber, 2000 (Brasil)

### Tibetia
Tibetia Zhang, Zhu & Song, 2006
- Tibetia everesti (Hu & Li, 1987) (Tibet)

### Tolteca
Tolteca Huber, 2000
- Tolteca hesperia (Gertsch, 1982) (Mèxic)
- Tolteca jalisco (Gertsch, 1982) (Mèxic)

### Trichocyclus
Trichocyclus Simon, 1908
- Trichocyclus arabana Huber, 2001 (Oest d'Austràlia, Territori del Nord, Sud d'Austràlia)
- Trichocyclus aranda Huber, 2001 (Oest d'Austràlia, Territori del Nord)
- Trichocyclus arawari Huber, 2001 (Oest d'Austràlia)
- Trichocyclus arnga Huber, 2001 (Oest d'Austràlia)
- Trichocyclus balladong Huber, 2001 (Oest d'Austràlia)
- Trichocyclus bugai Huber, 2001 (Oest d'Austràlia)
- Trichocyclus djauan Huber, 2001 (Territori del Nord)
- Trichocyclus gnalooma Huber, 2001 (Oest d'Austràlia)
- Trichocyclus grayi Huber, 2001 (Territori del Nord)
- Trichocyclus harveyi Huber, 2001 (Oest d'Austràlia)
- Trichocyclus hirsti Huber, 2001 (Sud d'Austràlia)
- Trichocyclus kokata Huber, 2001 (Sud d'Austràlia)
- Trichocyclus kurara Huber, 2001 (Oest d'Austràlia)
- Trichocyclus nigropunctatus Simon, 1908 (Oest d'Austràlia)
- Trichocyclus nullarbor Huber, 2001 (Oest d'Austràlia, Sud d'Austràlia)
- Trichocyclus oborindi Huber, 2001 (Queensland)
- Trichocyclus pandima Huber, 2001 (Oest d'Austràlia)
- Trichocyclus pustulatus Deeleman-Reinhold, 1995 (Queensland)
- Trichocyclus septentrionalis Deeleman-Reinhold, 1993 (Oest d'Austràlia)
- Trichocyclus ungumi Huber, 2001 (Oest d'Austràlia)
- Trichocyclus warianga Huber, 2001 (Oest d'Austràlia)
- Trichocyclus watta Huber, 2001 (Territori del Nord)
- Trichocyclus worora Huber, 2001 (Oest d'Austràlia)

### Tupigea
Tupigea Huber, 2000
- Tupigea altiventer (Keyserling, 1891) (Brasil)
- Tupigea iguassuensis (Mello-Leitão, 1918) (Brasil)
- Tupigea lisei Huber, 2000 (Brasil)
- Tupigea maza Huber, 2000 (Brasil)
- Tupigea nadleri Huber, 2000 (Brasil)
- Tupigea paula Huber, 2000 (Brasil)
- Tupigea sicki Huber, 2000 (Brasil)
- Tupigea teresopolis Huber, 2000 (Brasil)

## U

### Uthina
Uthina Simon, 1893
- Uthina atrigularis Simon, 1901 (Singapur)
- Uthina luzonica Simon, 1893 (Singapur, Filipines)

## W

### Wanniyala
Wanniyala Huber & Benjamin, 2005
- Wanniyala agrabopath Huber & Benjamin, 2005 (Sri Lanka)
- Wanniyala hakgala Huber & Benjamin, 2005 (Sri Lanka)

### Waunana
Waunana Huber, 2000
- Waunana anchicaya Huber, 2000 (Colòmbia, Ecuador)
- Waunana eberhardi Huber, 2000 (Colòmbia)
- Waunana modesta (Banks, 1929) (Panamà)
- Waunana tulcan Huber, 2000 (Ecuador)

### Wugigarra
Wugigarra Huber, 2001
- Wugigarra arcoona Huber, 2001 (Sud d'Austràlia)
- Wugigarra bujundji Huber, 2001 (Queensland)
- Wugigarra bulburin Huber, 2001 (Queensland)
- Wugigarra burgul Huber, 2001 (Queensland)
- Wugigarra eberhardi Huber, 2001 (Nova Gal·les del Sud)
- Wugigarra gia Huber, 2001 (Queensland)
- Wugigarra idi Huber, 2001 (Queensland)
- Wugigarra jiman Huber, 2001 (Queensland)
- Wugigarra kalamai Huber, 2001 (Oest d'Austràlia)
- Wugigarra kaurna Huber, 2001 (Sud d'Austràlia)
- Wugigarra mamu Huber, 2001 (Queensland)
- Wugigarra muluridji Huber, 2001 (Queensland)
- Wugigarra nauo Huber, 2001 (Sud d'Austràlia)
- Wugigarra sphaeroides (L. Koch, 1872) (Queensland)
- Wugigarra tjapukai Huber, 2001 (Queensland)
- Wugigarra undanbi Huber, 2001 (Queensland)
- Wugigarra wanjuru Huber, 2001 (Queensland)
- Wugigarra wiri Huber, 2001 (Queensland)
- Wugigarra wulpura Huber, 2001 (Queensland)
- Wugigarra wunderlichi (Deeleman-Reinhold, 1995) (Queensland)
- Wugigarra yawai Huber, 2001 (Queensland, Nova Gal·les del Sud)
- Wugigarra yirgay Huber, 2001 (Queensland)

## Z

### Zatavua
Zatavua Huber, 2003
- Zatavua analalava Huber, 2003 (Madagascar)
- Zatavua andrei (Millot, 1946) (Madagascar)
- Zatavua ankaranae (Millot, 1946) (Madagascar)
- Zatavua fagei (Millot, 1946) (Madagascar)
- Zatavua griswoldi Huber, 2003 (Madagascar)
- Zatavua imerinensis (Millot, 1946) (Madagascar)
- Zatavua impudica (Millot, 1946) (Madagascar)
- Zatavua isalo Huber, 2003 (Madagascar)
- Zatavua kely Huber, 2003 (Madagascar)
- Zatavua madagascariensis (Fage, 1945) (Madagascar)
- Zatavua mahafaly Huber, 2003 (Madagascar)
- Zatavua punctata (Millot, 1946) (Madagascar)
- Zatavua talatakely Huber, 2003 (Madagascar)
- Zatavua tamatave Huber, 2003 (Madagascar)
- Zatavua voahangyae Huber, 2003 (Madagascar)
- Zatavua vohiparara Huber, 2003 (Madagascar)
- Zatavua zanahary Huber, 2003 (Madagascar)